# 運命の日

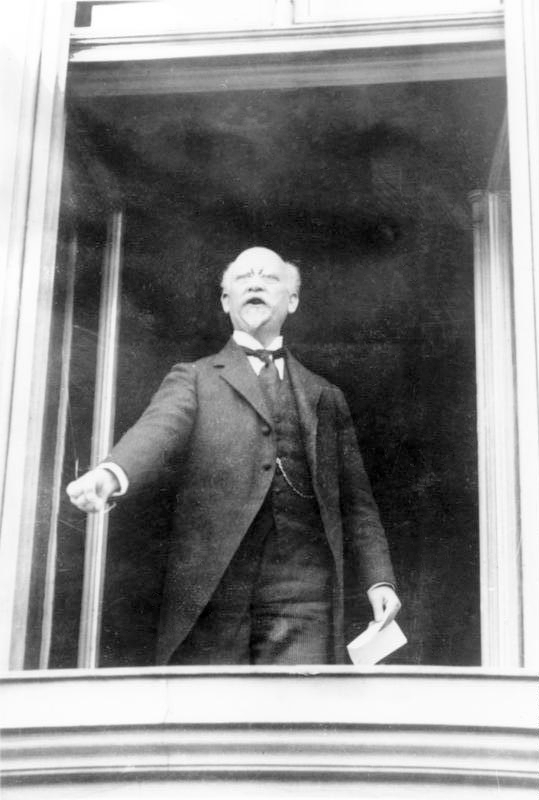
共和制宣言を行うシャイデマン。（1918年11月9日）

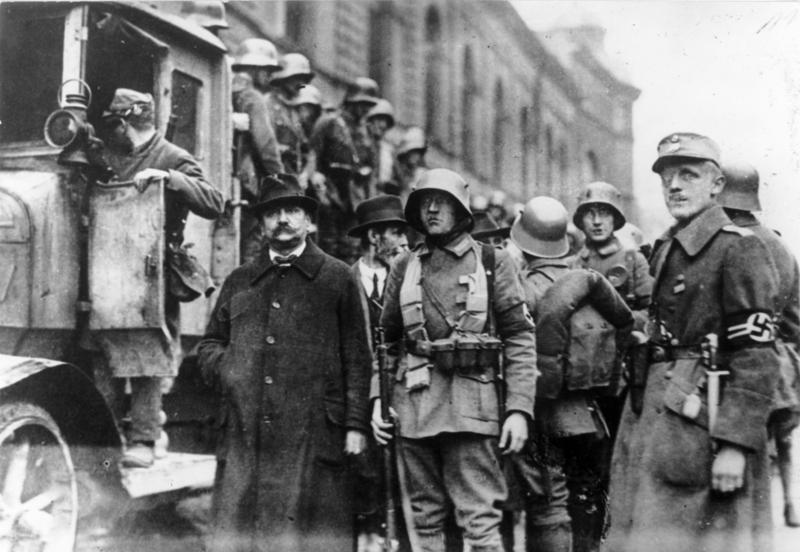
ミュンヘン一揆に参加するナチス党員。

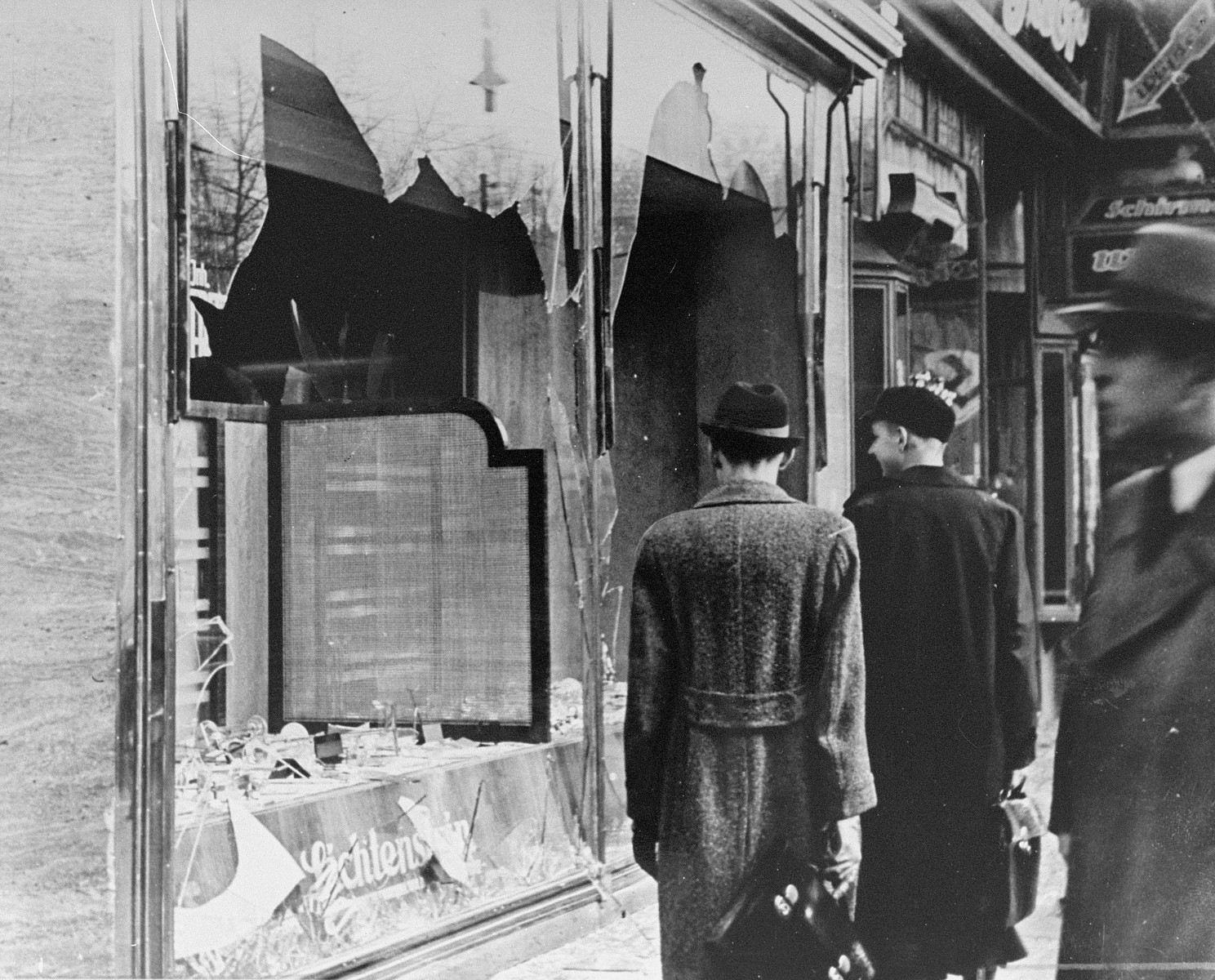
暴動で破壊されたユダヤ人商店のショーウィンドーのガラス。1938年11月10日撮影。

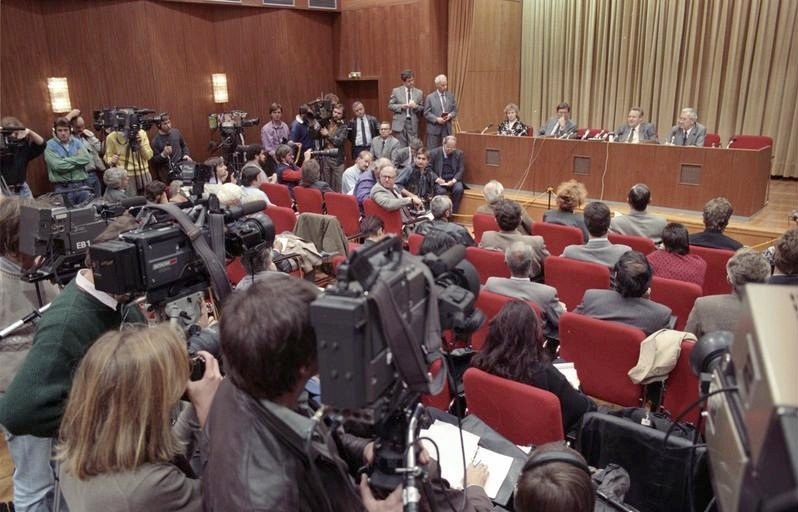
「旅行許可に関する出国規制緩和」を発表するシャボウスキー。（1989年11月9日）

運命の日（うんめいのひ、ドイツ語: Schicksalstag）は、ドイツの歴史、特に20世紀の歴史において、重要な事件がしばしば11月9日に起きた事を踏まえて、この日を指す表現。ドイツの各州文部大臣会議は、各学校におけるこの日に焦点を当てた取り組みを奨励しており、歴史教育の教材として取り上げられることがある。

## 20世紀における特に重要なできごと
運命の日という表現が用いられる際に、ほぼ必然的に言及される事件としては以下のようなものがある。
- 1918年11月9日 - ドイツ革命。皇帝ヴィルヘルム2世が退位し、フィリップ・シャイデマンがドイツ共和国宣言を出し、ドイツは共和制に移行した[1][2][3][4][5][6]。
- 1923年11月9日 - ミュンヘン一揆、鎮圧。ナチスのエーリヒ・ルーデンドルフらが逮捕され、逃亡したアドルフ・ヒトラーも2日後に逮捕された[1][2][3][4][5][6]。
- 1938年11月9日 - 「水晶の夜」。ドイツ各地で反ユダヤ主義暴動が一斉に発生した[1][2][3][4][5][6]。
- 1989年11月9日 - ギュンター・シャボフスキーの記者会見をきっかけに、ベルリンの壁崩壊が始まる[1][2][3][4][5][6]。

以上のうち、ナチスが絡むミュンヘン一揆と水晶の夜は、革命記念日に意図的に合わせたものとも考えられている。

## 19世紀以前のおもなできごと
運命の日という表現とともに言及されることがある19世紀以前の事件としては以下のようなものがある。
- 1848年11月9日 - 1848年革命の影響下に発生したウイーン十月蜂起で逮捕された、ロベルト・ブルーム（ドイツ語版）の処刑[1][2]。

## 20世紀におけるおもなできごと
上記以外に、運命の日という表現とともに言及されることがある20世紀の事件としては以下のようなものがある。
- 1914年11月9日 - 第一次世界大戦下、ドイツ帝国海軍の軽巡洋艦エムデンが、インド洋ココス諸島におけるオーストラリア海軍の軽巡洋艦シドニーとの戦闘で、ノースキーリング島に大破座礁した[1]。
- 1939年11月8日（9日の前夜）- ミュンヘン一揆の記念日に演説することになっていたヒトラーを爆弾で狙った、ゲオルク・エルザーによる暗殺未遂事件[5]。
- 1967年11月9日 - ハンブルク大学で「タラールの下には千年来のカビ (Unter den Talaren – Muff von 1000 Jahren)」とスローガンを掲げた学生運動が始まり、以降の学生運動の高揚の先駆けとなる[1]。
- 1969年11月9日 - 西ベルリンのユダヤ人地区で爆弾テロ未遂事件が発覚[6]。

## 「運命」への懐疑
ドイツの歴史家ブルクハルト・アスムスは、ナポレオン・ボナパルトによるブリュメールのクーデターも、ロシアの十月革命においてウラジーミル・レーニンを議長に人民委員会議を設立したのも（ユリウス暦では10月27日だが）、グレゴリオ暦では11月9日にあたるとした上で、ナチス関係の事件が、ドイツ革命の記念日、それを意識したミュンヘン一揆の記念日に絡んで生じたものと考えられることを指摘し、「運命」を強調することへの懐疑を述べている。